# Gülen
Gülen ist ein türkischer weiblicher Vorname (Bedeutung unter anderem „die Lächelnde“) und Familienname.

## Namensträger

### Familienname
- Fethullah Gülen (1941–2024), türkischer islamischer Gelehrter, Oberhaupt der Gülen-Bewegung
- Levent Gülen (* 1994), schweizerisch-türkischer Fußballspieler
- Muhlis Gülen (* 1947), türkischer Fußballspieler